# Kyoto Mimawrigumi
Il Kyoto Mimawarigumi (京都見廻組?, Kyōto Mimawarigumi, lett. "Gruppo di sorveglianza di Kyoto") era una forza di polizia speciale creata dallo shogunato Tokugawa durante il tardo periodo Bakumatsu per ripristinare l'ordine pubblico a Kyoto.
Nell'instabile successivo alla fine della politica di isolamento nazionale, la situazione politica in Giappone divenne sempre più caotica e tesa. Infatti i Rōnin antigovernativi e antistranieri si radunarono nell'antica capitale imperiale di Kyoto, e anche molti daimyō dei domini feudali occidentali, da sempre ostili alla famiglia Tokugawa, stabilirono le proprie residenze a Kyoto nel tentativo di esercitare influenza sulla corte imperiale per fare pressione sullo shogunato ed imporre la politica del movimento noto come il sonnō jōi  ("Venerare l'imperatore, espellere i barbari") che si proponeva di respingere le influenze straniere in Giappone e propugnavano la reintegrazione dell'Imperatore nelle sue prerogative di governo a scapito del sistema del Bakufu.

## Istituzione
Nel 1864, il Kyoto Shugoshoku Matsudaira Katamori autorizzò la costituzione di un corpo di polizia militare formato da circa 200 samurai, raggruppati in due compagnie sotto il comando di Maita Hirotaka e Matsudaira Yasutada, con l'obiettivo di ripristinare l'ordine pubblico a Kyoto e sopprimere l'attività eversiva contro il Bakufu. Le due compagnie presero il nome dai titoli di cortesia dei loro comandanti: Sagami-no-kami-gumi e Izumo-no-kami-gumi . Il quartier generale della forza era il castello Nijō a Kyoto.
Lo scopo del Mimawarigumi era molto simile a quello del ben più famoso Shinsengumi .
Il Mimawarigumi era composto interamente da samurai di rango superiore e figli di servitori di classe hatamoto, i quali erano tutti servitori diretti dello shogunato Tokugawa, prevalentemente attraverso il clan Hoshina-Matsudaira del dominio Aizu, in contrapposizione allo Shinsengumi di base rōnin . Indicativo di questa differenza di status, fu il fatto che alla Mimawarigumi fu assegnato il compito di proteggere del Palazzo Imperiale di Kyoto e dell'area intorno al Castello di Nijo, mentre il corpo della Shinsengumi fu assegnato al quartiere dei divertimenti di Gion e alle aree della gente comune e dei negozianti.

## Guerra Boshin
Nel gennaio 1868 gli uomini della Mimawarigumi si trasferirono a Osaka e si stabilirono nel tempio Honkakuji. L'8 gennaio 1868 la Mimawarigumi fu ribattezzata Shin Yūgekitai (新遊撃隊), ma successivamente, il 19 gennaio, venne nuovamente ridenominata Mimawarigumi.
Nella battaglia di Toba-Fushimi della Guerra Boshin, le truppe della Mimawarigumi si scontrarono con le forze del Dominio Satsuma sulla strada Toba. Tuttavia non erano equipaggiati con armi da fuoco, quindi furono costretti a ritirarsi assieme alle altre forze dello Shogunato. Successivamente, si impegnarono in una battaglia vicino a Hashimoto. Tuttavia durante la battaglia, Sasaki Tadasaburō, che era il capo dell'unità, fu ferito a morte e morì pochi giorni dopo. I Mimawarigumi si ritirarono ad Osaka per riorganizzarsi con altre forze dello shogunato entro il 31 gennaio 1868.

## Scioglimento
Tuttavia in serata, Tokugawa Yoshinobu, accompagnato dai daimyō di Aizu e Kuwana, fuggì via dal castello di Osaka e si diresse a Edo . Quando i resti delle forze seppero che lo Shōgun li aveva abbandonati, se ne andarono anche loro. I Mimawarigumi si trasferirono prima a Kishū a piedi e poi tornarono a Edo, dove avevano il compito di difendere il castello di Edo.
Il 10 aprile 1868, il Mimawarigumi fu ribattezzata Sogekitai (狙撃隊), ma il giorno successivo lo Shogun Tokugawa si arrese al nuovo governo Meiji rassegnando le proprie dimissioni e di fatto ponendo fine al sistema del Bakufu. A giugno, il governo Meiji decise di trasferire la famiglia Tokugawa al castello Sunpu a Suruga (l'attuale Shizuoka ). Tuttavia, a molti membri di Sogekitai non fu permesso di trasferirsi a Suruga e l'unità fu sciolta. Anche dopo lo scioglimento della loro unità, Imai Noburō e altri continuarono a combattere a fianco dei resti delle forze dello Shogunato contro l'esercito imperiale . Alla fine si arresero a conclusione della battaglia di Hakodate, l'ultima battaglia della guerra Boshin.
Nel 1870 Imai Noburō, un ex membro del Mimawarigumi confessò a un collegio giudicante militare che lui e altri membri del Mimawarigumi, incluso Sasaki Tadasaburō, avevano assassinato Sakamoto Ryōma nel 1867, sebbene la veridicità della sua confessione rimanga oggetto di dibattito storico.